# Herb gminy Łomazy
Herb gminy Łomazy – symbol gminy Łomazy.

## Wygląd i symbolika
Herb przedstawia na tarczy w polu niebieskim srebrny krzyż jagielloński, zwieńczony złotą koroną. Jest to historyczny herb miasta Łomazy i nawiązanie do faktu, że były one miastem królewskim.

## Historia
Wraz z nadaniem praw miejskich Łomazom w 1568 otrzymało ono herb. Zdaniem Mariana Gumowskiego, przedstawiał on podwójny krzyż i koronę nad nim, stąd władze gminy po 1990 zdecydowały się na taki wizerunek herbu. Jednak, jak wskazują najnowsze badania, prawdziwym herbem Łomaz był wizerunek, pojawiający się w 1847 – tarcza dzielona z lewa w skos, w polu górnym głowę wilka, a w dolnym nogi orła.